# Ernst David Bergmann

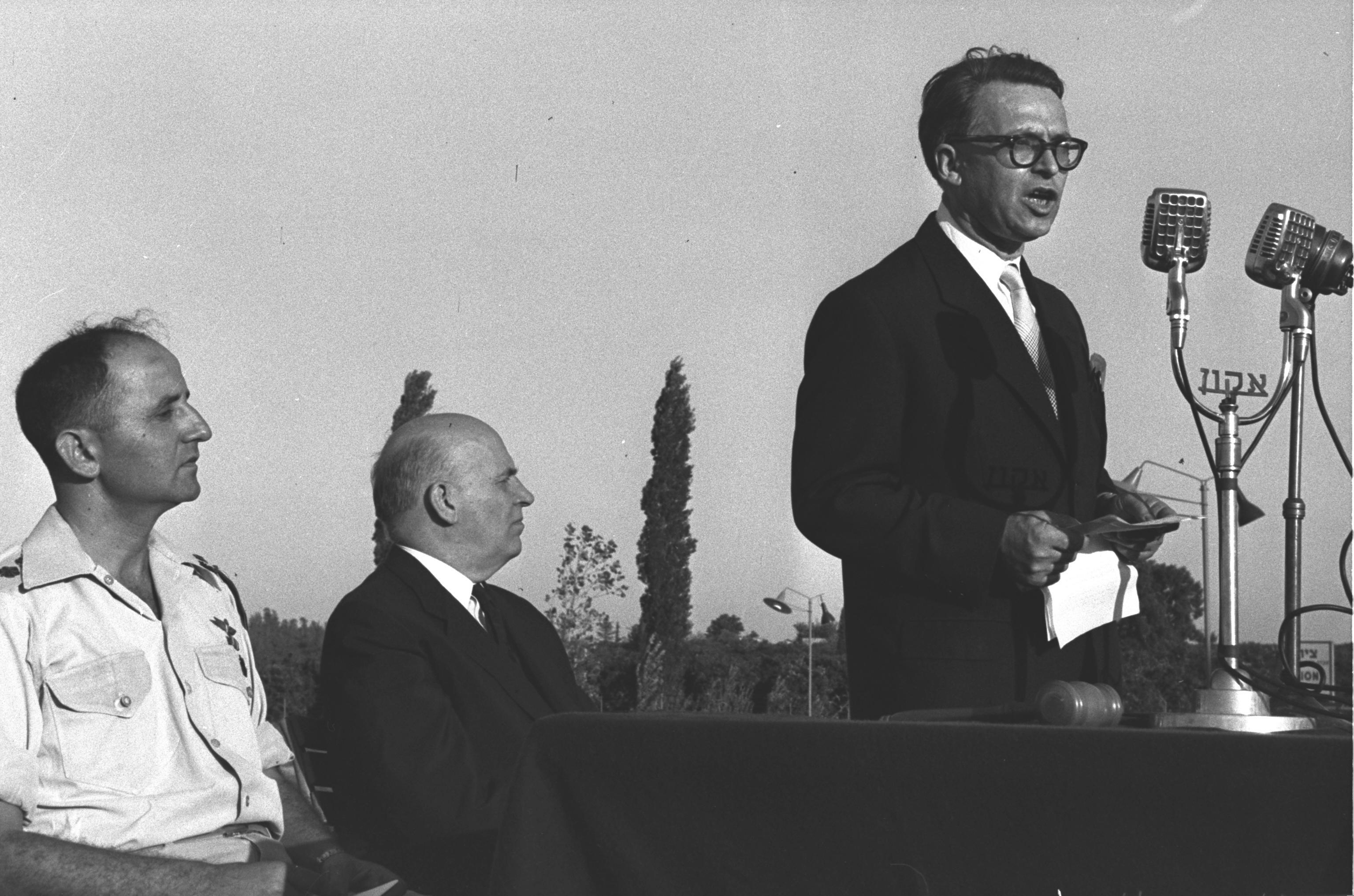
Ernst David Bergmann, 1956

Ernst David Bergmann (hebräisch ארנסט דוד ברגמן; * 17. September 1903 in Karlsruhe; † 6. April 1975 in Haifa) war ein deutsch-israelischer Chemiker. 
Als Forscher und Führungskraft lieferte Bergmann, ebenso wie der Kernchemiker Bertrand Goldschmidt, entscheidende Beiträge zu Israels Atomprogramm.

## Leben
Ernst Bergmann war der Sohn des zionistisch eingestellten Rabbiners Judah Bergmann und das älteste von acht Geschwistern. 1908 zog die Familie von Karlsruhe nach Berlin. Nach der Volksschule besuchte er das humanistische Mommsen-Gymnasium. Der Physiklehrer erkannte die Fähigkeiten Ernst Bergmanns und lud ihn zur Mitarbeit an seinem Lehrbuch ein. Ernst Bergmann studierte ab 1921 Chemie und Physik an der Universität Berlin. Einen Teil seiner Studiengebühren verdiente er durch Nachhilfeunterricht. Anfang 1924 wurde er mit sehr guten Noten bei Wilhelm Schlenk zum Dr. phil. promoviert. Damals gehörten die Naturwissenschaften noch zur Philosophischen Fakultät. Ernst Bergmann nahm eine Assistenzstelle bei Wilhelm Schlenk an. Er habilitierte sich 1928 und wurde Privatdozent für Chemie. 1929 heiratete er seine Berliner Institutskollegin, die Wiener Jüdin Dr. Ottilie Blum. Institutsleiter Wilhelm Schlenk wollte ihn zur Ernennung zum Professor vorschlagen, wenn er sich taufen lasse; das lehnte Ernst Bergmann ab. Mit Wilhelm Schlenk veröffentlichte er 1932 auch ein Ausführliches Lehrbuch der Organischen Chemie.
Nach der Machtergreifung der Nationalsozialisten 1933 wurde Ernst Bergmann wie allen jüdischen Universitätslehrern die Lehrberechtigung entzogen. Er wurde entlassen. Albert Einstein kannte Ernst Bergmann dank seiner wissenschaftlichen Publikationen. Einstein setzte sich intensiv für jüdische Wissenschaftler ein. Er schlug Ernst Bergmann Chaim Weizmann als Leiter für das im Bau befindliche Daniel-Sieff-Forschungsinstitut in Rechovot, Israel vor. Bergmann verließ mit seiner Frau Deutschland und begann am 1. Juli 1933 seine Arbeit in Weizmanns Londoner Labor. Anfang 1934 ging er nach Palästina und übernahm die Leitung des gerade fertiggestellten Forschungsinstituts. 1937 starb seine Frau Ottilie in Rechevot an Knochenkrebs.
1938 veröffentlichte Wilhelm Schlenk die zweite Ausgabe des gemeinsam erarbeiteten Lehrbuchs der organischen Chemie als Alleinautor und verschwieg auf Druck der Nationalsozialisten damit, dass sein früherer Kollege an dem Buch voll beteiligt gewesen war.
Neben seiner Forschungsarbeit auf dem Gebiet der Naturwissenschaften arbeitete er eng mit der der Wehrorganisation der jüdischen Einwanderer Hagana zusammen, half beim Aufbau des Wissenschaftszweigs der Hagana Hemed, der Rüstungsindustrie und der Atomwirtschaft. Deswegen kam es zum Konflikt mit Chaim Weizmann, der sein Institut nur auf zivile Grundlagenforschung beschränken wollte. Bergmann wollte aber dazu beitragen, Israel so starkzumachen, dass sich die Erfahrung der Vernichtung eines wehrlosen Volkes nie wiederholen konnte. Er schloss sich David Ben-Gurion an und spielte später beim israelischen Atomprogramm mit David Ben-Gurion und Shimon Peres eine wichtige Rolle.
1939 arbeitete er für einige Zeit in England und den USA. 1953 verließ er das Daniel-Sieff-Forschungsinstitut und wurde Chemieprofessor an der Hebräischen Universität Jerusalem; einige Jahre war er Vizepräsident der Universität. Von 1953 bis 1966 war er Leiter der Atomenergiekommission. Diese wurde 1952 gegründet (nach englischem und französischem Vorbild) und bestand anfangs neben Bergmann aus Shmuel Sambursky (Leiter des israelischen Wissenschaftsrats), Giulio Racah (Kernphysiker und Professor an der Hebräischen Universität), Shaul Cohen (Professor an der Hebräischen Universität), Israel Dostrovsky (Chemiker, Weizmann-Institut), Franz Ollendorff (Technion) und als einziger Nicht-Wissenschaftler Generalstabschef Jaakow Dori. Bergmann lehrte auch am Technion.
In Israel gehörte er nach den militärischen Siegen zu den politisch Besonnenen, die sich Frieden mit den Palästinensern und einen militärisch gesicherten, aber defensiven Staat wünschten.
1968 wurde er mit dem Israel-Preis ausgezeichnet. Seit 1960 war er Mitglied der Israelischen Akademie der Wissenschaften.
Seine jüngeren Brüder sind Alfred, Josef und Theodor Bergmann. Seine zweite Frau Channi Ittin starb 1999.